# Кёрлинг
Кёрлинг (англ. curling, от скотс curl — букв. крутить) — командная спортивная игра на ледяной площадке. Участники двух команд поочерёдно пускают по льду специальные тяжёлые гранитные снаряды («камни») в сторону размеченной на льду мишени («дома»). В каждой команде по четыре игрока.

## История
Кёрлинг возник в Шотландии в начале XVI века, фактическим подтверждением существования этой спортивной игры является кёрлинговый спортивный снаряд (камень), на поверхности которого выбита дата изготовления («1511 год»), найденный на дне осушенного пруда в Данблейне. Первые же летописные упоминания о кёрлинге встречаются в средневековых монастырских книгах, датированных 1541 годом, сохранившихся в шотландском аббатстве Пейсли.
Примерно к тому же времени (1565 год) относятся две картины кисти Питера Брейгеля, на которых запечатлены нидерландские крестьяне, играющие в айсшток — игру, близкую к кёрлингу, на льду замёрзшего озера. Шотландия и Нидерланды в XVI веке имели очень сильные торговые и культурные связи, свидетельством чему является широкое распространение в континентальной Европе не только кёрлинга, но и гольфа.
Старейшим кёрлинг-клубом в мире является ассоциация игроков города Килсит, расположенного на севере Шотландии, основанная в 1716 году. Первый клуб кёрлингистов открыт в 1737 году в провинции Файф. В этом же городе находится древнейшее рукотворно созданное спортивное поле, предназначенное для игры в кёрлинг — искусственная дамба, огораживающая пруд и задающая площадку размерами 100 на 250 метров.
Само слово curling впервые стало употребляться в качестве названия игры в XVII веке, после упоминания в поэме шотландского поэта Генри Адамсона. Исследователи считают, что игра получила своё имя вовсе не от сложных завитков-следов, которые оставлял за собой на льду камень, а от шотландского глагола curr, который описывает низкое рычание или рёв (в английском языке ближайшим эквивалентом является purr). Гранитный камень, скользящий по льду, касался зазубринок льда, отчего происходил характерный звук. В некоторых районах Шотландии игра более известна под названием «Игра в ревущие камни».
Несовершенная форма снарядов и неподготовленность поля не позволяли старинным кёрлерам играть, опираясь на ту или иную выигрышную стратегию, или нарабатывать спортивное мастерство — в большинстве случаев исход игры решала удача той или иной команды или игрока.
Информация о снарядах содержится также в летописях шотландского города Дарвелл: ткачи после работы отдыхали, играя в кёрлинг тяжёлыми каменными грузами, использующимися в гнетах при ткацких станках, причём эти грузы имели съёмную ручку. Там также написано, что «многие жёны поддерживали авторитет своего мужа, полируя ручку камня и доводя её форму до совершенства».
Примерно с XVIII века форма камня начала стандартизироваться и приобрела современный вид: диаметр 29,2 см (11,5 дюймов), высота 11,4 см (4,5 дюйма), вес 19,96 кг (44 фунта). Холодный климат, обилие льда и демократичные требования для игры сделали её очень популярной в Шотландии. Вместе с переселенцами, бежавшими в Америку от власти английских монархов, кёрлинг проник и в Новый свет, а в Канаде получил особенно широкое распространение в силу объективных климатических причин. Дебют кёрлинга в США состоялся в 1768 году: игру принесли с собой шотландские солдаты, расквартированные в то время в Квебеке.
В первой половине XIX века были официально утверждены правила игры в кёрлинг, которые с тех пор почти не изменились.

### Чемпионат мира по кёрлингу
Первый чемпионат мира по кёрлингу среди мужчин прошёл в Фолкерке и Эдинбурге в 1959 году и вошёл в историю под именем «Соревнования на Кубок Шотландии» (англ. 1959 Scotch Cup), а выиграла его канадская команда во главе с Эрни Ричардсоном. Первый женский чемпионат мира был проведён в шотландском Перте в 1979 году и завершился победой команды Швейцарии.
В 2005 году за мировое золото уже боролись 12 команд и в мужском, и в женском чемпионатах, из них 8 команд представляли Европу, 2 — Северную Америку, и 2 — Азию и Океанию. Путёвки на мировой чемпионат европейские команды получают по результатам чемпионатов Европы, которые проводятся с 1975 года.
Чемпионаты мира проводятся каждый год. В 1989—2004 соревнования и мужчин и женщин проводились в одном городе.

### Чемпионат Европы по кёрлингу
Первый чемпионат Европы состоялся в 1975 году во Франции. В нём приняли участие 8 мужских и 7 женских сборных. Чемпионаты Европы проводятся каждый год.

### Олимпийские игры
На Играх 1924 года были проведены демонстрационные соревнования по кёрлингу.
В 1998 году кёрлинг был признан олимпийским видом спорта, и на зимних Олимпийских играх в Нагано были разыграны первые золотые медали. Победителем в соревнованиях мужчин стала команда Швейцарии, а первые золотые медали у женщин завоевала команда Канады.
В феврале 2006 года Международный олимпийский комитет пересмотрел историю и постановил, что соревнования по кёрлингу на Играх 1924 года должны считаться полноценным олимпийским событием. Таким образом, первые олимпийские медали по кёрлингу распределились так: золото получила Великобритания, серебро — Швеция, бронзу — Франция.
Начиная с Олимпийских игр 2018 года проходит турнир по кёрлингу в смешанных парах.

## Организации
- Всемирная федерация кёрлинга
- Европейская федерация кёрлинга
- Тихоокеанско-Азиатская федерация кёрлинга

## Игровое поле и инвентарь
Площадка для кёрлинга представляет собой прямоугольное поле. Его длина может варьироваться от 146 до 150 футов (44,5—45,72 м), а ширина от 14 футов 6 дюймов до 16 футов 5 дюймов (4,42—5 м). Мишень, называемая «домом», имеет диаметр 12 футов (3,66 м). Расстояние между центрами двух мишеней, нанесённых на игровую поверхность, 114 футов (34,75 м). Камень весом 44 фунта (19,96 кг) изготавливается из определённого вида гранита, добываемого на острове Эйлса-Крейг в Шотландии. Он имеет цилиндрическую форму (с некоторым переходом в тор) и кольцеобразную скользящую поверхность. Сверху у камня имеется ручка. Температура льда — около 23 °F (−5 °C).
Каждый из игроков вооружён специальной щёткой, которой он может натирать лёд перед движущимся камнем.
Бросающий игрок надевает на обувь тефлоновый слайдер, обеспечивающий хорошее скольжение. Для предотвращения травм используются наколенники.

## Правила игры
В игре участвуют две команды по четыре человека: Скип, вице-скип, первый и второй. Игра состоит из 10 независимых периодов, так называемых «эндов» (end) (некоторые специалисты называют энды иннингами).
В течение одного энда команды по очереди выпускают по восемь камней. При розыгрыше камня игрок отталкивается от стартовой колодки и разгоняет по льду камень. При этом он пытается либо добиться остановки камня в определённом месте, либо выбить из зачётной зоны камни противников, в зависимости от текущей тактической цели. Другие игроки команды могут с помощью специальных щёток тереть лёд перед камнем, тем самым слегка подправляя его движение. Такие манипуляции щёткой называются свипованием (от англ. to sweep — мести, подметать).
После того, как разыграны все шестнадцать камней, производится подсчёт очков в энде. Учитываются только те камни, которые находятся внутри дома. Команда, чей камень оказался ближе всего к центру, считается победителем энда. Она получает по одному очку за каждый камень, оказавшийся ближе к центру, чем ближайший к центру камень противника.
В первом энде порядок команд определяется при помощи так называемых «тестовых бросков» или LSD (от англ. Last Stone Draw), когда капитаны команд выпускают по одному камню в пустой дом. Команда, чей камень окажется ближе к центру, получает право на выполнение последнего броска в стартовом энде. Во всех последующих право последнего броска предоставляется проигравшей предыдущий энд команде. Если же в финальной позиции ни у кого не оказалось камней в доме, энд заканчивается нулевой ничьей, и право последнего броска остаётся у той же команды. Поэтому часто выгодно «пробросить» последний камень (то есть пустить в аут, сознательно сделать нерезультативный бросок), вместо того, чтобы заработать всего одно очко.
Свиповать можно не только свои камни, но и камни противника — чтобы добиться их выхода за штрафную заднюю линию игровой зоны. Однако это право спортсмены получают только тогда, когда камень соперника пересекает линию teeline, проходящую через центр «дома», причем свиповать в этой зоне имеет право только один игрок команды.
В соответствии с правилами игрок обязан отпустить ручку камня до того, как она пересечёт линию броска, иначе бросок не засчитывается и бита удаляется из игры. Техника броска весьма сложна, и способов, каковыми камень направляется в цель, существует множество. Впрочем, все они делятся на две группы в зависимости от поставленной скипом задачи: вбросить свой камень в «дом» либо вытолкнуть камень соперника. Также игроки часто прибегают к постановке «защитников» — камней, которые прикрывают удачно расположенные камни и создают трудности для их выбивания соперниками.
В течение первых пяти бросков (до сезона 2018-19 четырёх бросков) каждого энда (то есть три броска команды без хаммера и два броска команды с хаммером) действует так называемое правило Free Guard Zone (зона «свободных защитников»). Согласно ему запрещено выбивать из игры камни, которые находятся между зачётной линией (hog line) и линией центра дома, но при этом не находящиеся в доме. Если это правило нарушается, то восстанавливается позиция, существовавшая до броска, а камень нарушителя выводится из розыгрыша. Однако пододвигать камни «свободных защитников», не выбивая их из игрового поля, допустимо. Начиная с шестого броска энда правило зоны «свободных защитников» прекращает действовать и можно выполнять любые выбивающие действия.
Победитель определяется по сумме очков во всех эндах. В случае равенства очков после десяти эндов, назначается дополнительный период, называемый экстра-эндом (extra end), победитель которого и становится победителем матча. Право последнего броска в экстра-энде предоставляется, аналогично предыдущим периодам, команде, проигравшей десятый энд.

### Дабл-микст, или соревнование смешанных пар
Команды состоят из одного мужчины и одной женщины. Каждый выступает как в роли скипа, так и в роли свипа. Матч состоит из восьми эндов по пять бросков. Если победитель не определён — объявляется экстра-энд. Если по какой-то причине, например, из-за травмы, один из игроков выбывает, команде засчитывается техническое поражение.
Правила игры отличаются от классической игры. Перед началом энда в игровое поле каждая команда выставляет по одному «стационарному» камню в определённой зоне: один в дом, другой в зону свободных защитников. В процессе игры решение о положении «стационарных» камней принимает команда, проигравшая предыдущий энд. Если энд закончился с нулевым счетом, решение о положении «стационарных» камней принимает команда, начинавшая этот энд. Эти установленные камни являются игровыми, таким образом в энде участвует 12 камней (по 6 у каждой команды).
Один игрок каждой команды выполняет первый и последний бросок, второй игрок остальные три броска. Игрок, выполняющий первый бросок, может меняться от энда к энду. Наличие запасных игроков не предусмотрено.
Камни, включая «стационарные» и находящиеся в доме, нельзя выбивать за пределы площадки, если число произошедших бросков меньше четырёх, иначе использованный камень удаляется из игры и восстанавливается исходное состояние площадки.
Дополнительно в соревнованиях смешанных пар предусмотрено правило «Пауэр плей». Команда, которая принимает решение по размещению стационарных камней, может один раз за игру разместить камни в обозначенное положение на краю площадки, вместо обозначенного расположения по центру. Положение «Пауэр плей» не может быть выбрано в экстра-энде.

### Соревнование смешанных команд (микст)
Команды состоят из двух мужчин и двух женщин. В остальном игра проводится как и у обычных мужских либо женских команд. В отличие от мужского либо женского командного кёрлинга микст-кёрлинг не является олимпийским видом спорта, высший по значимости мировой турнир для него — Чемпионат мира по кёрлингу среди смешанных команд.

## Важнейшие соревнования
- Кёрлинг на Олимпийских играх
- Чемпионат мира по кёрлингу
- Чемпионат мира по кёрлингу среди молодёжных команд
- Чемпионат мира по кёрлингу среди смешанных команд
- Чемпионат мира по кёрлингу среди смешанных пар
- Чемпионат Европы по кёрлингу
- Чемпионат Европы по кёрлингу среди смешанных команд
- Тихоокеанско-Азиатский чемпионат по кёрлингу